# Данијел Љубоја
Данијел Љубоја (Винковци, 4. септембар 1978) бивши је српски фудбалер. Играо је 19 пута за репрезентацију и постигао један гол. Играо је на позицији нападача.

## Каријера
Каријеру је започео у редовима винковачког Динама а у млађим категоријама наступао је још и за Осијек и Црвену звезду. Са 13 година је са родитељима отишао у Француску и почео да игра у млађим категоријама Сошоа. У овом клубу је и постао професионалац и дебитовао за први тим 1998. године.
За Сошо је одиграо две сезоне и на 62 утакмице постигао 20 голова. 2000. године потписује за Стразбур где проводи четири године и стече праву фудбалску афирмацију. Добре партије у Стразбуру нису прошле незапажено и Данијел 2004. потписује за један од највећих француских клубова Пари Сен Жермен.
2005. године Љубоја на инсистирање Ђованија Трапатонија стиже у немачки Штутгарт где је једну сезону одиграо као позајмљен играч и добрим партијама стигао до уговора у овом бундеслигашу. Следеће сезоне је због проблема са управом позајмљен Хамбургу где је на 16 мечева постигао 5 голова али је опет имао проблема са понашањем због чега је био и одстрањен из тима. Касније је био на позајмици у Волфсбургу где није задовољио и са њим није потписао уговор. У јулу 2008. вратио се у Штутгарт где се није наиграо, а у фебруару 2009. је због недисциплине послат да игра за резервни тим.
У јулу 2009. Љубоја се вратио у Француску и потписао за Гренобл где је одиграо једну сезону и постигао 10 голова на 37 утакмица али ипак није могао помоћи тиму да се спасе од испадања у другу лигу. Сезону 2010/11. Љубоја је провео у Ници.
Године 2011. потписао је за Легију из Варшаве, са којом је 2012. освојио пољски куп. У јулу 2013. потписао је једногодишњи уговор са Лансом.

## Репрезентација
За репрезентацију Србије и Црне Горе је одиграо 19 утакмица и постигао 1 гол. Свој деби је имао 2003. на мечу са Азербејџаном. Био је члан репрезентације на Светском првенству 2006. у Немачкој.

## Статистика каријере

### Репрезентативна
| Србија и Црна Гора | Србија и Црна Гора | Србија и Црна Гора |
| Година             | Наступи            | Голови             |
| ------------------ | ------------------ | ------------------ |
| 2003               | 4                  | 1                  |
| 2004               | 3                  | 0                  |
| 2005               | 6                  | 0                  |
| 2006               | 6                  | 0                  |
| Укупно             | 19                 | 1                  |

### Голови за репрезентацију
| #  | Датум             | Место        | Противник | Гол | Резултат | Такмичење                                 |
| -- | ----------------- | ------------ | --------- | --- | -------- | ----------------------------------------- |
| 1. | 11. октобар 2003. | Кардиф, Велс | Велс      | 1-3 | 2-3      | Квалификације за Европско првенство 2004. |